# Petrit Dume
Petrit Taullant Dume (ur. 20 maja 1920 we wsi Lubonjë k. Korczy, zm. 5 listopada 1975 w Linzë) – generał major armii albańskiej, szef sztabu armii albańskiej (1956–1974), wiceminister obrony, ofiara represji komunistycznych. 

## Życiorys
Pochodził z rodziny chłopskiej, był synem Taulala i Hysnije. Uczył się w szkole w Ersece, a następnie w szkole technicznej w Korczy, którą ukończył w roku 1942.
Od 1941 działał w ruchu oporu, od 1942 dowodził oddziałem partyzanckim działającym w rejonie Kolonje. We wrześniu 1943 wstąpił do Komunistycznej Partii Albanii. Od grudnia 1943 dowodził batalionem Hakmarrja. Za zasługi w czasie wojny wyróżniony tytułem Hero i Popullit (Bohater Ludu). Po zakończeniu wojny studiował w Akademii Wojskowej im. Michaiła Frunzego. W latach 1947–1948 dowodził dywizją piechoty stacjonującą w Gjirokastrze, a w roku 1948 dywizją w Korczy. W 1950 otrzymał awans na stopień generała dywizji, a w 1953 objął stanowisko szefa sztabu generalnego armii albańskiej. W latach 1954–1956 studiował w Wojskowej Akademii Sztabu Generalnego im. K.J. Woroszyłowa. Po ukoończeniu studiów w 1956 objął funkcję wiceministra obrony narodowej w stopniu generała porucznika. Był deputowanym do Zgromadzenia Ludowego i członkiem Komitetu Centralnego Albańskiej Partii Pracy. W grudniu 1973 był członkiem delegacji albańskiej, która odwiedziła Chiny.
Na podstawie decyzji podjętych w czasie obrad VI Plenum Komitetu Centralnego Albańskiej Partii Pracy (grudzień 1974) został usunięty z armii, wspólnie z Hito Çako i Rrahmanem Parllaku i aresztowany 16 grudnia 1974 przez funkcjonariuszy Sigurimi. Po krótkim procesie uznany za winnego prowadzenia wrogiej działalności w armii i przygotowywania wojskowego zamachu stanu. Sąd wojskowy pod przewodnictwem Aranita Çeli w dniu 27 sierpnia 1975 skazał Dume na karę śmierci, a także utratę praw publicznych na zawsze. 5 listopada Prezydium Zgromadzenia Ludowego potwierdziło wyrok sądu, uznając Dume za wyjątkowo niebezpiecznego spiskowca.
Rozstrzelany wraz z Beqirem Balluku i grupą jego współpracowników 5 listopada 1975 w okolicy wsi Linzë. W protokole egzekucji zapisano ostatnie słowa, które wygłosił przed śmiercią Petrit Dume: Te rroje populli, te rroje Partia (Niech żyje lud, niech żyje Partia).
Ciała rozstrzelanych zostały przewiezione do wsi Vranisht k. Wlory i pochowane we wspólnej mogile. Odnaleziono je 18 lipca 2000 i zostały ponownie pochowane z honorami wojskowymi we wsi Vranisht.
Był żonaty, miał troje dzieci. W 1992 został uniewinniony od postawionych mu w 1975 roku zarzutów.